# Polygon
Polygon é um site de jogos eletrônicos que publica blogs, resenhas, guias, vídeos e notícias. Em seu lançamento em outubro de 2012 como a terceira propriedade da Vox Media, a Polygon procurou se diferenciar dos concorrentes focando nas histórias das pessoas por trás dos jogos, em vez dos próprios jogos. Também produziu artigos de longa forma em estilo de revista, investiu em conteúdo de vídeo e optou por permitir que suas pontuações de resenhas fossem atualizadas conforme o jogo mudava.
O site foi construído ao longo de dez meses, e sua equipe fundadora de 16 pessoas incluía os editores-chefes dos sites de jogos Joystiq, Kotaku e The Escapist. Seu design foi construído de acordo com os padrões responsivos HTML5 com um esquema de cores rosa, e seus anúncios focados no patrocínio direto de tipos específicos de conteúdo. A Vox Media produziu uma série de documentários sobre a fundação do site.

## História

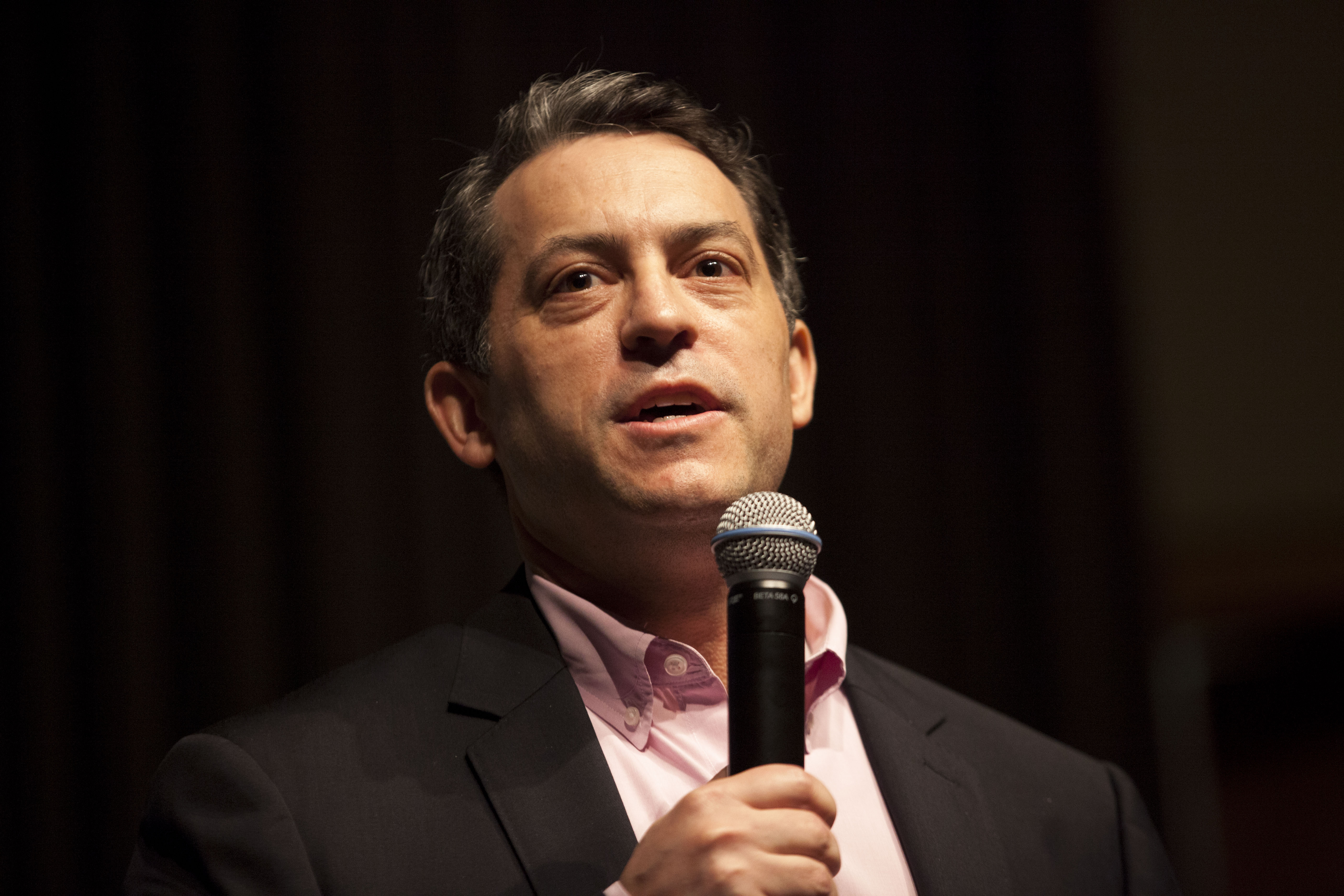
Jim Bankoff, o diretor executivo da Vox Media, em 2014

O site Polygon foi lançado em 24 de outubro de 2012, como a terceira propriedade da Vox Media. O site cresceu a partir do blog de tecnologia The Verge, que foi lançado um ano antes como um resultado do crescimento da rede de blogs de esportes SB Nation, antes que a Vox Media fosse formada. O diretor executivo da Vox Media, Jim Bankoff, abordou o editor-chefe da Joystiq, Christopher Grant, no início de 2011, sobre o início de um site sobre jogos eletrônicos. Bankoff considerou os jogos eletrônicos como um mercado vertical lógico para a Vox, cujos sites atraíram um grupo demográfico de 18 a 49 anos. Ele também viu os jogos como um mercado em expansão, considerando as categorias de jogos para celular e para redes sociais. A Forbes descreveu a oferta de Bankoff como um "sério compromisso com o jornalismo online" em uma época de content farms e publicações impressas em extinção, mas Grant não confiou na oferta e recusou. Mas, ao ver o esforço que a Vox Media havia colocado no Verge, seu sistema de gerenciamento de conteúdo e a qualidade de seu conteúdo e patrocínios, Grant mudou de ideia e voltou a falar com Bankoff. Grant queria que o novo site competisse com os principais sites de jogos GameSpot e IGN, mas ainda fosse capaz de veicular "jornalismo de revista" de longa forma que poderia ser de interesse histórico. Como parte da tentativa do site de "redefinir o jornalismo de jogos", a Vox Media fez uma série de documentários de 13 partes sobre a criação do site ("Press Reset") que documentou a criação do site do início ao lançamento.
A Forbes descreveu a equipe original de 16 pessoas da Polygon como "cravejada de estrelas" por incluir os editores-chefes de três blogs de jogos eletrônicos concorrentes. Grant saiu da Joystiq em janeiro de 2012 e trouxe os editores-chefes da Kotaku e da The Escapist, Brian Crecente e Russ Pitts. Outros funcionários incluíam o editor-chefe da Joystiq Justin McElroy, bem como o editor de fim de semana Griffin McElroy, e pessoas da UGO, IGN, MTV, VideoGamer.com, e 1UP.com. Ben Kuchera entrou no site depois da The Penny Arcade Report fechar em novembro de 2013. O time da Polygon trabalha remotamente de lugares como Filadélfia, Virgínia Ocidental, San Francisco, Sydney, Londres e Austin, enquanto a Vox Media está sediada na cidade de Nova York e Washington, D.C. O site foi desenvolvido ao longo de dez meses, nos quais a equipe escolheu o nome do site e definiu padrões para seus relatórios e avaliaram a escala de pontuação. A equipe da Polygon começou a publicar no Verge como "Vox Games" começando em fevereiro de 2012 e terminando com seu lançamento em outubro. O nome do site foi anunciado em um painel da PAX East em abril e refere-se a um polígono — "o bloco de construção visual básico dos jogos eletrônicos".
Depois de levantar dinheiro em uma segunda rodada de financiamento no final de 2013, a Vox Media anunciou que iria investir ainda mais em conteúdo de vídeo no site, de forma que a experiência do site fosse "tão parecida com a programação de TV quanto com a publicação de revistas". A Polygon anunciou que utilizaria menos recursos em junho de 2014, com a saída do editor de recursos Russ Pitts, seu diretor e designer de vídeo. Posteriormente contratou Susana Polo, fundadora da The Mary Sue, em 2015, marcando uma transição no escopo do site para também adicionar cultura pop e entretenimento, ao lado de sua cobertura de jogos eletrônicos. A GamesIndustry acrescentou que o contrato marcou uma mudança de sensibilidade cultural na mídia de jogos e tecnologia para a aceitação de princípios feministas progressistas no despertar da Gamergate.

### Reorganização (2017–19)
Posteriormente, a Vox Media criou vários sites dedicados a jogos eletrônicos específicos com equipe editorial da Polygon e da SB Nation: The Rift Herald (para League of Legends) em março de 2016, e The Flying Courier (para Dota 2) e Heroes Never Die (para Overwatch) em junho de 2017. Brian Crecente saiu da Polygon, indo para a Glixel, o site de jogos da Rolling Stone, em julho de 2017, e Chris Plante substituiu-o como editor executivo. O produtor de vídeos da Polygon Nick Robinson saiu do site em agosto de 2017, após alegações de avanços sexuais inadequados online. Em 2018, Griffin e Justin McElroy anunciaram sua saída do site, a fim de se concentrar em seus podcasts e famílias. Em julho de 2019, o editor-chefe Christoper Grant foi promovido à posição de vice-presidente sênior da Polygon e do Verge pela Vox Media. Grant foi substituído como editor-chefe por Christopher Plante.

## Conteúdo e visual
Queremos nos concentrar no lado humano do desenvolvimento e nas pessoas. Quero que as pessoas sintam o respeito que sentimos por elas.

Justin McElroy sobre a estratégia editorial da Polygon em outubro de 2012
A Polygon publica notícias, entretenimento, críticas e vídeos sobre jogos eletrônicos. Eles procuraram diferenciar seu conteúdo de outros veículos de jornalismo de jogos, concentrando-se nas pessoas que fazem e jogam os jogos, e não apenas nos jogos. No início do site, a Polygon planejava publicar vários artigos de longa forma semanais, que pretendiam ser comparáveis em intenção às histórias de capa de revistas. Eles também decidiram permitir que as pontuações das análises dos jogos fossem atualizadas à medida que os jogos eram atualizados, de modo a refletir mais adequadamente os jogos que mudam com conteúdo para download e atualizações desde o lançamento original. Por exemplo, o site recebeu críticas por sua pontuação comparativamente baixa dada a The Last of Us, mas que foi posteriormente aumentada com a versão remasterizada do jogo. Em consideração aos jogos que podem diferir em qualidade antes e depois do lançamento, a Polygon mais tarde começou a marcar as análises pré-lançamento como "provisórias" para adiar a pontuação final até depois de seu lançamento público. A partir de setembro de 2018, o site optou por descartar as avaliações pontuadas de jogos, para permitir que seus revisores tenham mais liberdade na forma de avaliar um jogo; eles substituiram seu sistema de pontuação por um chamad "Polygon Recommends", um jogo que o revisor, tendo jogado o suficiente para fazer uma determinação, pode apoiar para o site. Esses títulos recomendados posteriormente servem como base para a seleção de "Polygon Essentials", jogos que o site acha que todos deveriam jogar.
A ênfase da Polygon na produção de vídeo foi expandida no final de 2013, e diminuiu em meados de 2014 com a perda da equipe de vídeo e a decisão editorial de publicar menos artigos. Em 2015, o site começou a mudar sua cobertura que era apenas de jogos para também cobrir a cultura pop, se assemelhando ao escopo dos sites rivais IGN e Kotaku. O podcast da Polygon Minimap foi eleito um dos melhores do iTunes de 2015, e a New York elogiou a websérie Car Boys do site. O podcast carro-chefe do site, intitulado The Polygon Show, foi lançado em 2017 e discute jogos e cultura. Foi nomeado um dos "10 podcasts de jogos que todo nerd deve conhecer" pela The Daily Dot em 2018. Em maio de 2018, a Polygon lançou uma série no YouTube chamada "Brand Slam", na qual mascotes de marca lutam uns contra os outros.
O site usa uma paleta de cores rosa e emula o layout em estilo de revista do Verge. O site foi programado para usar padrões HTML5 com design responsivo que se adapta às dimensões da tela de laptops, tablets e smartphones. Isso é parcialmente para remover a necessidade de uma versão móvel separada. Seu jornalismo de longa forma foi otimizado para leitura em tablets.

## Negócios
O site usa um modelo de "patrocínio de conteúdo direto" de publicidade online, utilizado pela SB Nation  e pelo The Verge. Por exemplo, o patrocínio de uma série de vídeos associa marcas a um conteúdo editorial específico. A  Forbes  escreveu que a evitação da Vox Media de táticas agregadoras de conteúdo e notícias e o interesse demonstrado em construir comunidades é desejável para "anunciantes com qualidade de revista". O site apresentou seu jornalismo de longa forma aos anunciantes como um indicador de conteúdo de alta qualidade. Os patrocinadores fundadores do site incluíam Geico, Sony, e Unilever.
Em junho de 2014, a Polygon ficou em quarto lugar entre os sites de jogos por dados de tráfego da web da Comscore, atrás da IGN, GameSpot e Kotaku. No mesmo mês, Grant relatou que o mês anterior tinha sido o seu mês mais popular.